# Natalia Strunnikova
Natalia Guennadievna Strunnikova (en russe : Наталья Геннадьевна Струнникова), née le 14 mars 1964 à Lesnoï (RSFS de Russie), est une nageuse soviétique, spécialiste des courses de nage libre.

## Carrière
Natalia Strunnikova est médaillée de bronze au relais 4 × 100 mètres 4 nages aux Jeux olympiques de 1980 à Moscou. Elle se classe sixième en finale du 100 mètres nage libre et septième en 200 mètres nage libre. 
Elle est vice-championne d'Europe du relais 4 × 100 mètres 4 nages aux Championnats d'Europe de natation 1981 à Split.